# 화신중학교
화신중학교(華新中學校)는 대한민국 부산광역시 북구 화명동에 있는 공립 중학교이다.

## 학교 연혁
- 1993년 2월 20일 : 화신중학교 설립인가
- 1993년 3월 1일 : 초대 이문종 교장 취임
- 1993년 3월 5일 : 개교 및 제1회 입학식(390명)
- 2000년 10월 23일 : 멀티미디어도서관 개관
- 2004년 7월 15일 : 교사증축 공사(다목적 강당) 준공식
- 2007년 10월 19일 : 학교 도서관 '화신 책고을 솔밭' 확장 개관
- 2009년 3월 10일 : 부산광역시 교원연수원 연수 협력학교 운영
- 2013년 2월 28일 : Wee클래스 구축
- 2016년 1월 20일 : 교육부 요청 디지털교과서 정책 연구학교 지정
- 2018년 9월 1일 : 무한상상실, 창의융합실 구축
- 2021년 2월 4일 : 첨단 미래교실 개관
- 2021년 10월 26일 : '솔마루' 식생활 교육관 개관
- 2024년 2월 7일 : 제29회 졸업식(졸업생 146명, 총 8,895명)
- 2024년 3월 1일 : 제14대 김이언 교장 취임
- 2024년 3월 4일 : 제32회 입학식(입학생 146명)

## 참고 자료
- 화신중학교 - 한국교육학술정보원 학교알리미